# Digital Selective Calling

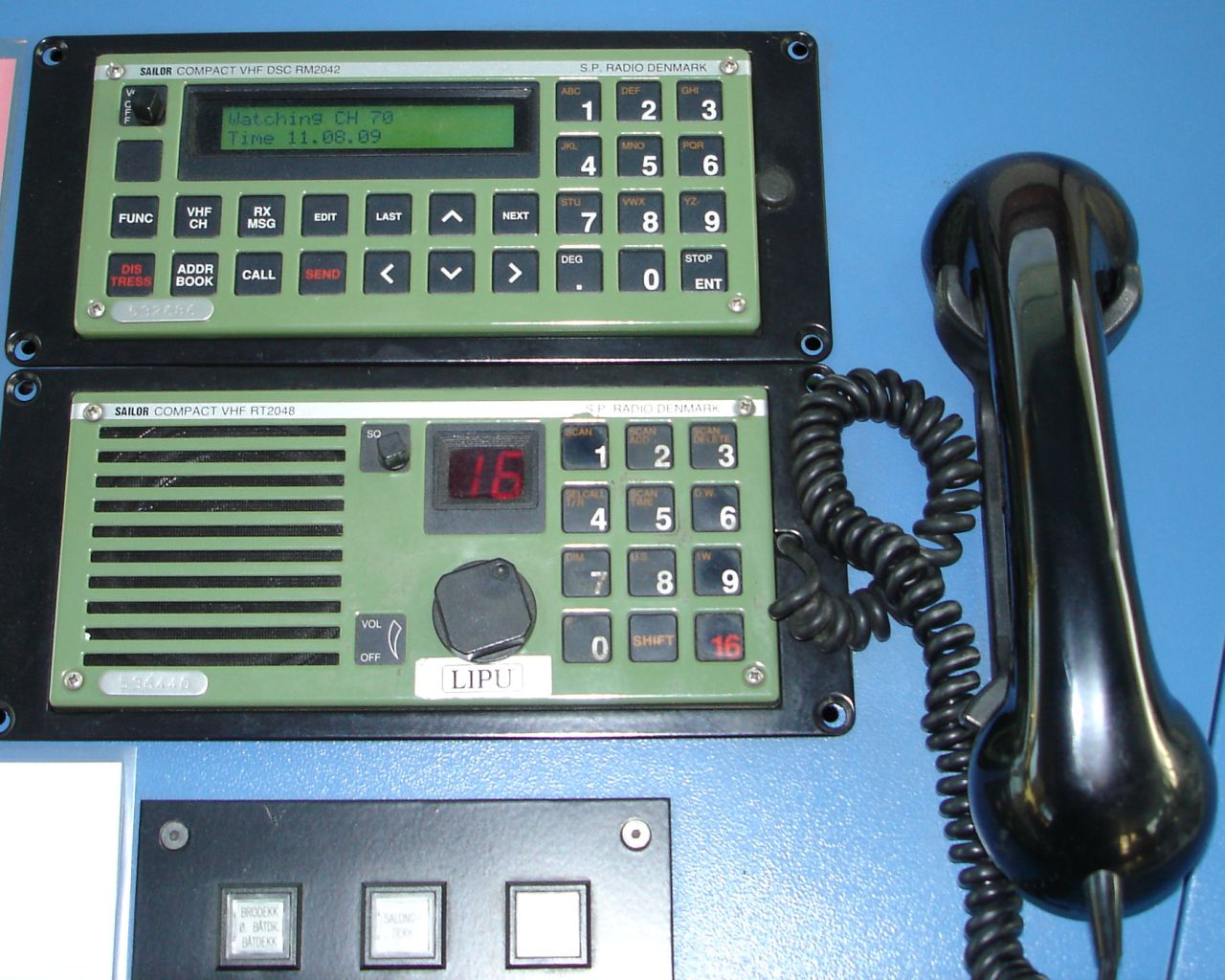
UKW-Funkgerät mit angeschlossenem Digital Selective Calling Controller

Digital Selective Calling (DSC; Digitaler Selektivruf) ist ein digitales Anrufverfahren im Seefunk, das zusätzlich zum Sprechfunkverfahren benutzt wird. Ein DSC-Anruf dient dem Herstellen einer Funkverbindung mit einer bestimmten Funkstelle, allen erreichbaren Funkstellen (all ships/stations call) oder allen Funkstellen in einem bestimmten geographischen Bereich (area call). Die rufende Funkstelle schickt dabei ein digitales Nachrichtenpaket an die gerufenen Funkstellen, das bestimmte standardisierte Daten über das Fahrzeug und die Meldung enthält sowie auf welchem Funkkanal bzw. auf welcher Frequenz (Arbeitskanal) die anschließende Sprechverbindung stattfinden soll. DSC ist ein wesentlicher Bestandteil im Global Maritime Distress Safety System (GMDSS).
Beim DSC geschieht der Anruf durch Übermittlung einer Schmalband-Telex-Sendung, weshalb sowohl sendende als auch empfangende Funkstelle(n) mit Zusatzgeräten (sog. DSC-Controllern) an ihren Seefunkanlagen ausgerüstet sein müssen (heutzutage oft integriert). Der Funker, d. h. die rufende Funkstelle, gibt hierbei die Maritime Mobile Service Identity (MMSI) der angerufenen Funkstellen, die Art des Anrufes (Not-, Dringlichkeits-, Sicherheits- oder Routineverkehr) sowie ggf. den Kanal (bei UKW-Seefunkgeräten) bzw. die Frequenz (bei Grenzwelle/Kurzwelle-Seefunkgeräten) für den sich anschließenden Sprechfunkverkehr in den DSC-Controller ein. Der DSC-Controller der rufenden Funkstelle ergänzt automatisch die genaue Uhrzeit und Position (sofern ein GPS-Gerät angeschlossen ist) bzw. die letzte von Hand eingegebene Position und Uhrzeit sowie die MMSI der rufenden Funkstelle. Alle weiteren Informationen – wie z. B. die Art der gewünschten Hilfeleistung, die Art des Hindernisses für die Schifffahrt oder der Inhalt eines Routine-Funkgesprächs – werden im Anschluss an den DSC-Anruf mittels Sprechfunk übermittelt. DSC ist somit kein Ersatz für den Sprechfunkverkehr, sondern lediglich für den Sprechfunk-Anruf.
Besondere Vorteile des DSC sind u. a.:
- auf der/den gerufenen Funkstelle(n) wird mit einem akustischen und optischen Signal auf den eingehenden Anruf hingewiesen, so dass eine ständige Überwachung des gesamten Funkverkehrs auf relevante Anrufe nicht erforderlich ist
- die per DSC übertragenen Daten erscheinen in Klarschrift auf dem DSC-Controller der gerufenen Funkstelle, so dass Fehler durch Mitschreiben des Anrufes oder wegen unverständlicher Sprachübermittlung nicht auftreten
- die per DSC übertragenen Daten werden in einem Speicher des DSC-Controllers abgelegt und können somit jederzeit abgerufen werden.

Der digitale Selektivruf wird auf speziellen, dafür reservierten Kanälen bzw. Frequenzen übertragen. Bei UKW ist dies Kanal 70. Bei Grenz- und Kurzwelle gibt es getrennte Frequenzen für Not-, Dringlichkeits- und Sicherheitsanrufe (auf Grenzwelle die Frequenz 2187,5 kHz (MF) und bei Kurzwelle 4207,5 kHz, 6312 kHz, 8414,5 kHz, 12.577 kHz und 16.804,5 kHz (HF)) und für gewöhnliche Anrufe, siehe die Liste in Mobiler Seefunkdienst. Sprechfunk ist auf diesen Kanälen bzw. Frequenzen verboten.
Auf UKW-Kanal 70 (156,525 MHz) werden die Daten mit einer Datenrate von 1200 Baud übertragen, so dass die Übermittlung eines DSC-Anrufes etwa eine halbe Sekunde dauert. Bei Grenzwelle und Kurzwelle beträgt die Datenrate 100 Baud, so dass hier die Übermittlung eines DSC-Anrufes etwa sieben Sekunden erfordert. Als Modulationsfrequenzen werden auf UKW 1300 Hz und 2100 Hz verwendet, auf Grenzwelle und Kurzwelle die Mittenfrequenz 1700 Hz mit einer Toleranz von ±85 Hz.
Ist zudem die MMSI einer Seefunkstelle bekannt, lässt sich per DSC deren Position abfragen und so die Fahrt des Schiffes überwachen. Dies geschieht normalerweise ohne schiffsseitige Kenntnisnahme, kann jedoch zu störenden akustischen Fehlermeldungen führen, wenn der GPS-Empfänger abgeschaltet ist.
DSC darf nicht mit AIS (Automatic Identification System) verwechselt werden. Ein mit AIS ausgerüstetes Fahrzeug sendet auf zwei UKW-Kanälen ständig die Position, Kurs, Ziel und andere Informationen aus, um Kollisionen mit anderen Schiffen zu vermeiden.